# 한국여성수리과학회
한국여성수리과학회(Korean Women in Mathematical Sciences)는 한국수학자의 학문적 발전과 활발한 교류 및 여성수학자들의 저변 확대를 도모하므로 수리과학기술의 발전과 보급에 기여 목적으로 2005년 4월 1일 설립허가된 대한민국 미래창조과학부 소관의 사단법인이다. 사무실은  포항시 남구 청암로 77 포항공과대학교 수리과학관에 있다.